# Tazaroteno
El tazaroteno,  se vende bajo la marca Tazorac, entre otros. Es un medicamento que se usa principalmente para tratar la psoriasis en placas y el acné. También se utiliza para pieles fotoenvejecidas. Se aplica sobre la piel.
Los efectos secundarios más frecuentes son enrojecimiento de la piel, descamación, picor y dolor cutáneo. Otros efectos secundarios son un mayor riesgo de quemaduras solares. Su uso durante el embarazo puede dañar al bebé, mientras que su uso durante la lactancia parece correcto. Es un retinoide de tercera generación de la clase acetilénica.
El tazaroteno fue aprobado para uso médico en 1997. Está disponible como medicamento genérico. En los Estados Unidos, un tubo de 30 gramos de 0,1% cuesta alrededor de 70 dólares estadounidenses a partir de 2021. Esta cantidad en el Reino Unido le cuesta al NHS alrededor de 15 libras esterlinas. También está disponible en algunos otros países europeos a partir de 2021.